# Kolegium jezuitów w Starych Szkotach
Kolegium jezuitów w Starych Szkotach (w Szotlandzie, Schottlandzie, kolegium w Gdańsku) – uczelnia jezuicka prowadzona w Starych Szkotach (obecnie część Gdańska) w latach 1621–1780. Uczęszczali do niego zarówno duchowni, jak i szlachta. 
W najlepszych latach istnienia kolegium uczęszczało tu do 600 uczniów. Kolegium posiadało własną bibliotekę, bursę i teatr przyszkolny. 
Kolegium należało do prowincji polskiej jezuitów, a od 1759 do prowincji wielkopolskiej.

## Historia
Kolegium powstało z inicjatywy biskupa włocławskiego Hieronima Rozdrażewskiego. Planował on założenie kolegium w samym Gdańsku, jednak spotkawszy się ze zdecydowanym oporem miejscowej, przeważająco protestanckiej, ludności, zdecydował się na podgdański Szotland (Stare Szkoty). Ufundowano je w r. 1582, a jezuici przybyli do Gdańska w roku 1584, a w 1616 zamieszkali w nowo budowanych budynkach kolegium. Z powodu konfliktów z gdańszczanami oraz wojen, budowa kolegium zakończyła się w 1642. Mieszczanie, niechętni jezuitom i ich szkołom, starali się utrudniać ich działalność i w 1638 wystosowali list do króla Władysława IV Wazy, by ten zabronił określać kolegium w Szotlandzie nazwą kolegium gdańskim. 
W 1626, podczas wojny polsko-szwedzkiej, kolegium zostało doszczętnie złupione i zniszczone do gołych murów. W czasie potopu szwedzkiego, w 1656 i 1657, Szwedzi złupili przedmieścia i majątek jezuitów, kolegium jednak ocalało. W mieście głoszono, że jezuici są w zmowie ze Szwedami i prowadzą z nimi korespondencję. W 1668 gdański gmin napadł na kolegium i doszczętnie zniszczył, a jezuitów poranił. 
Kolegium postanowiono odbudować, ale w nowym miejscu, na drugim (prawym) brzegu Raduni. Kamień węgielny położono w 1676, lecz budowa trwała wiele lat (częściowo z powodu wojny północnej i związanych z nią zniszczeń), kończąc się w 1726. 
Po I rozbiorze Polski w 1772 Szotland wraz z województwem pomorskim (a oprócz Gdańska) został włączony do Prus. Dzięki temu kasata zakonu jezuitów w 1773 nie wpłynęła od razu na jego działalność i kolegium kontynuowało nauczanie do 1780. Dopiero wtedy dokonano kasaty, a przedstawiciel króla pruskiego Fryderyka II ogłosił zmianę nazwy kolegium na Collegium Patrum litteratorum i pozwolił dawnym jezuitom na pozostanie. Stopniowo uczelnia jednak podupadała, a uczniów i nauczycieli było coraz mniej.

## Nauka w kolegium
Józef Wybicki, oddany tu na naukę w 1755, tak opisywał kolegium w swoich wspomnieniach:

Kazano się [nam] zawsze pod odmiennymi nazwiskami złej uczyć łaciny i to bez korzyści. Nie kazano myśleć, ani czynić [...] Zgoła co dzień bito: zawsze słyszałem jęk; prośby uczniów i twardość nauczycieli były zwykłym obrazem szkoły... To było prawdziwe piekło, gdzie nam zgrzytanie zębów i furiów wściekłych zapały malują...

## Znani uczniowie kolegium
- Jacek Józef Rybiński – ostatni opat oliwskiego klasztoru cystersów
- Józef Wybicki – autor słów do Mazurka Dąbrowskiego (relegowany za bunt)